# 纓鰭鏢鱸
纓鰭鏢鱸為輻鰭魚綱鱸形目鱸亞目河鱸科的其中一種，分布於美國Cumberland河下游、Duck河中游、Shoal溪等流域，體長可達10公分，棲息在岩石底質的溪流、池塘，屬肉食性，以水生昆蟲、甲殼類等為食。